# Pintor del nacimiento de Atenea

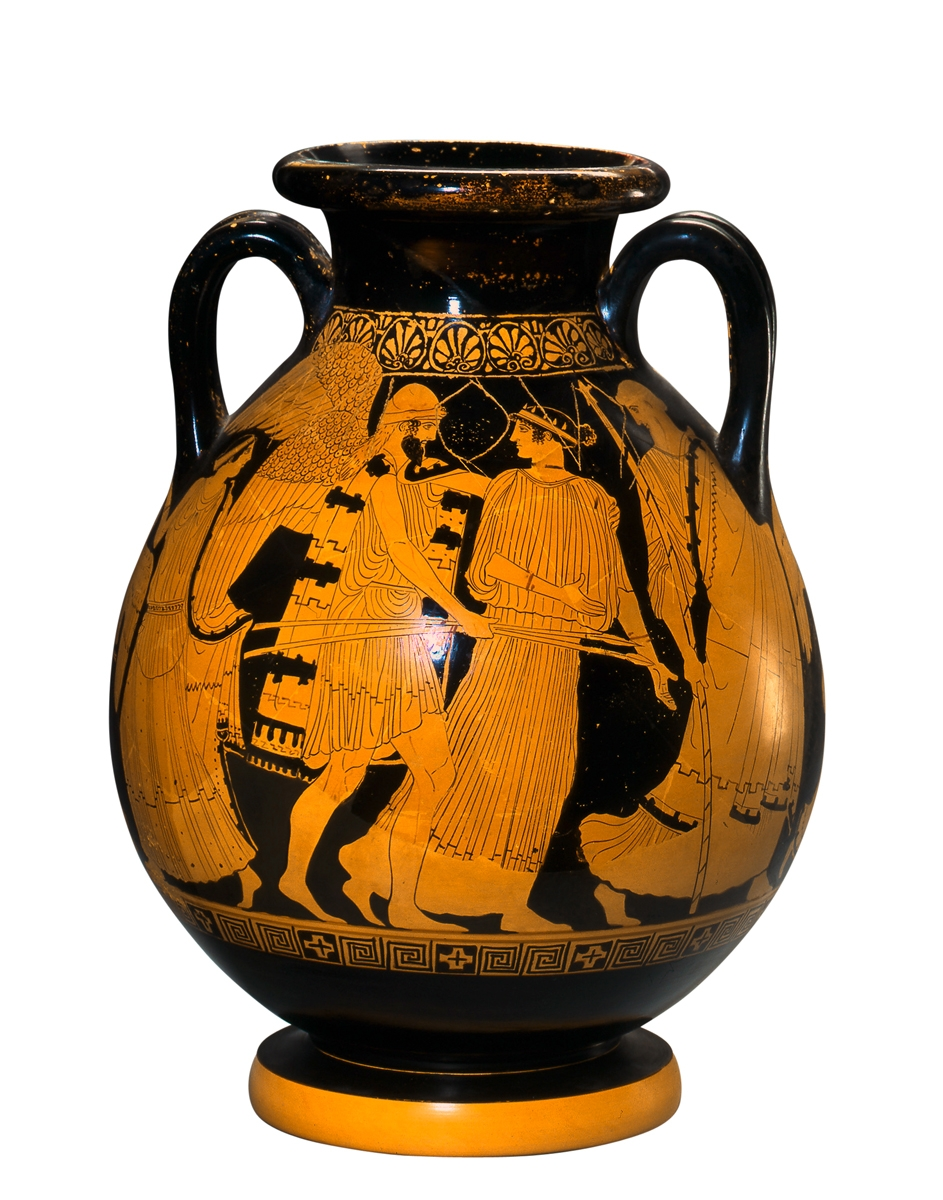
Pélice ático de figuras rojas que representa a Bóreas raptando a Oritía. Museo de Arte y Artesanía de Hamburgo (n.º inv. 1980.174); atribuido al Pintor del nacimiento de Atenea.

El Pintor del nacimiento de Atenea (activo entre el 480 y el 460 a. C. en Atenas) fue un pintor de vasos áticos de figuras rojas. Recibió su nombre convenido por el pélice E 410 del Museo Británico de Londres, que representa el nacimiento de Atenea saliendo de la cabeza de Zeus.